# براندون جاي ماكلارين
براندون جاي ماكلارين (بالإنجليزية: Brandon Jay McLaren)‏ (نحو. 1981  م) هو ممثل أفلام كندي، ولد في فانكوفر.

## التعليم
تعلم في جامعة ألباني.

## وصلات خارجية
- براندون جاي ماكلارين على موقع IMDb (الإنجليزية)
- براندون جاي ماكلارين على موقع قاعدة بيانات الأفلام العربية
- براندون جاي ماكلارين على موقع ألو سيني (الفرنسية)
- براندون جاي ماكلارين على موقع أول موفي (الإنجليزية)
- براندون جاي ماكلارين على موقع إن إن دي بي (الإنجليزية)
- براندون جاي ماكلارين على موقع قاعدة بيانات الفيلم (الإنجليزية)
- براندون جاي ماكلارين على موقع كينوبويسك (الروسية)